# Conférence de Lisbonne (1996)
La Conférence de Lisbonne est la deuxième conférence européenne sur les villes européennes durables organisée du 6 au 8 octobre 1996 à Lisbonne (Portugal) sous l’égide de l'OCDE.

## Description
Regroupant 1 000 représentants de pouvoirs locaux et régionaux de toute l’Europe et de l’Afrique du Nord, cette conférence a permis d’informer les participants de l’évolution des Agendas 21 locaux dans 35 pays
européens et des progrès réalisés depuis la première conférence qui s’était tenue en mai 1994 à Aalborg (Danemark).
Les participants à cette conférence ont également approuvé un document intitulé De la Charte à la pratique qui, en se basant sur les expériences vécues au niveau local telles que rapportées et discutées au sein des 26 groupes de travail de la conférence et prenant en considération les recommandations et les principes repris dans la charte Aalborg, définit une nouvelle stratégie visant à «faire de l’Europe un lieu plus attrayant pour investir et travailler» et articule les principes d'action et approches à mettre en œuvre pour concevoir et appliquer un Agenda 21 local.
Lors de cette conférence l’annonce est faite de la création et du lancement d'un Service d'information sur les bonnes pratiques européennes. Ce nouveau service, développé par Euronet et ICLEI, offre une base de données sur les bonnes pratiques environnementales des autorités locales européennes, des guides thématiques et des documents généraux sur le développement durable.